# Pomník Friedricha Schillera (Karlovy Vary)

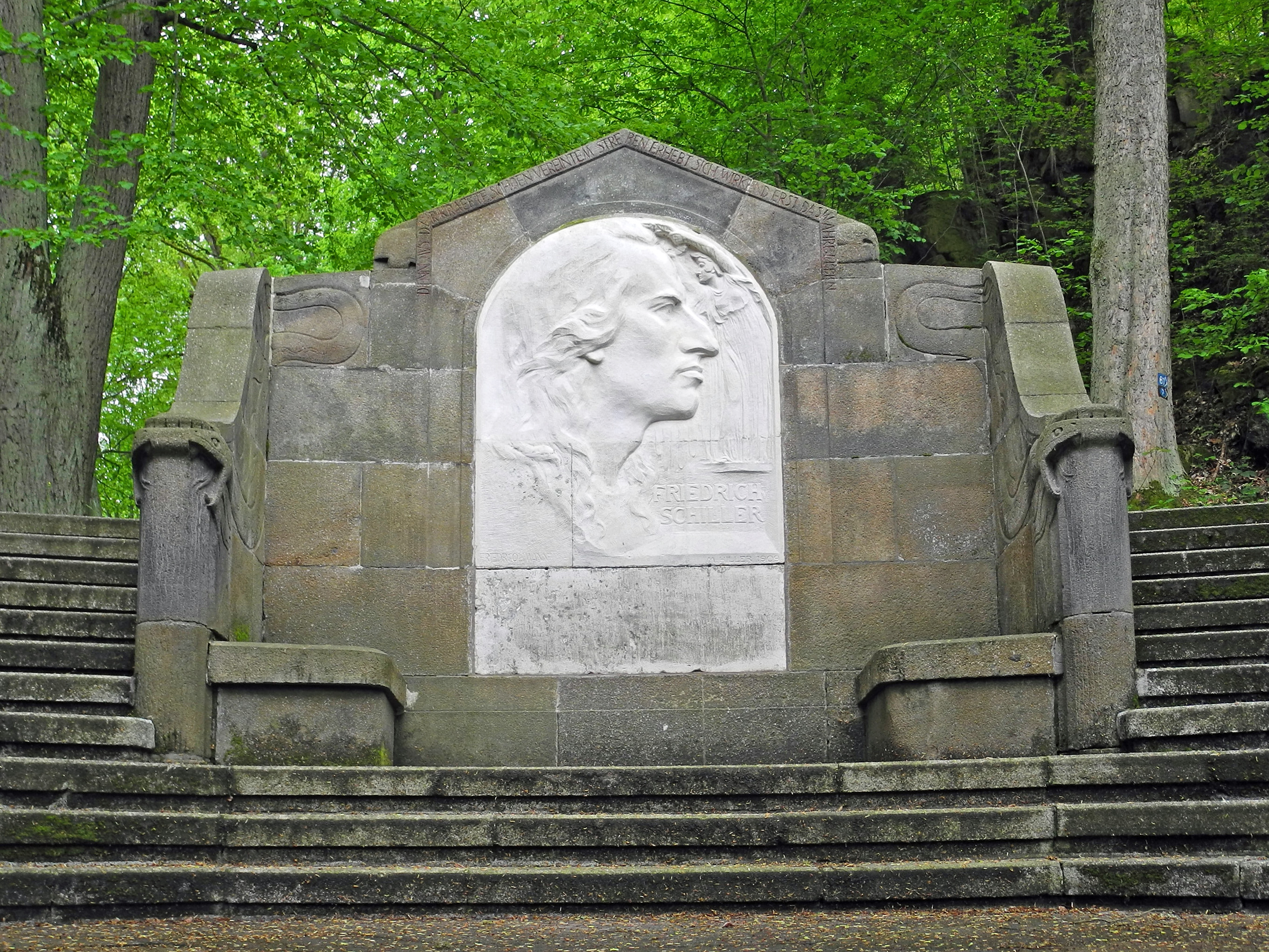
Reliéf Friedricha Schillera, květen 2019

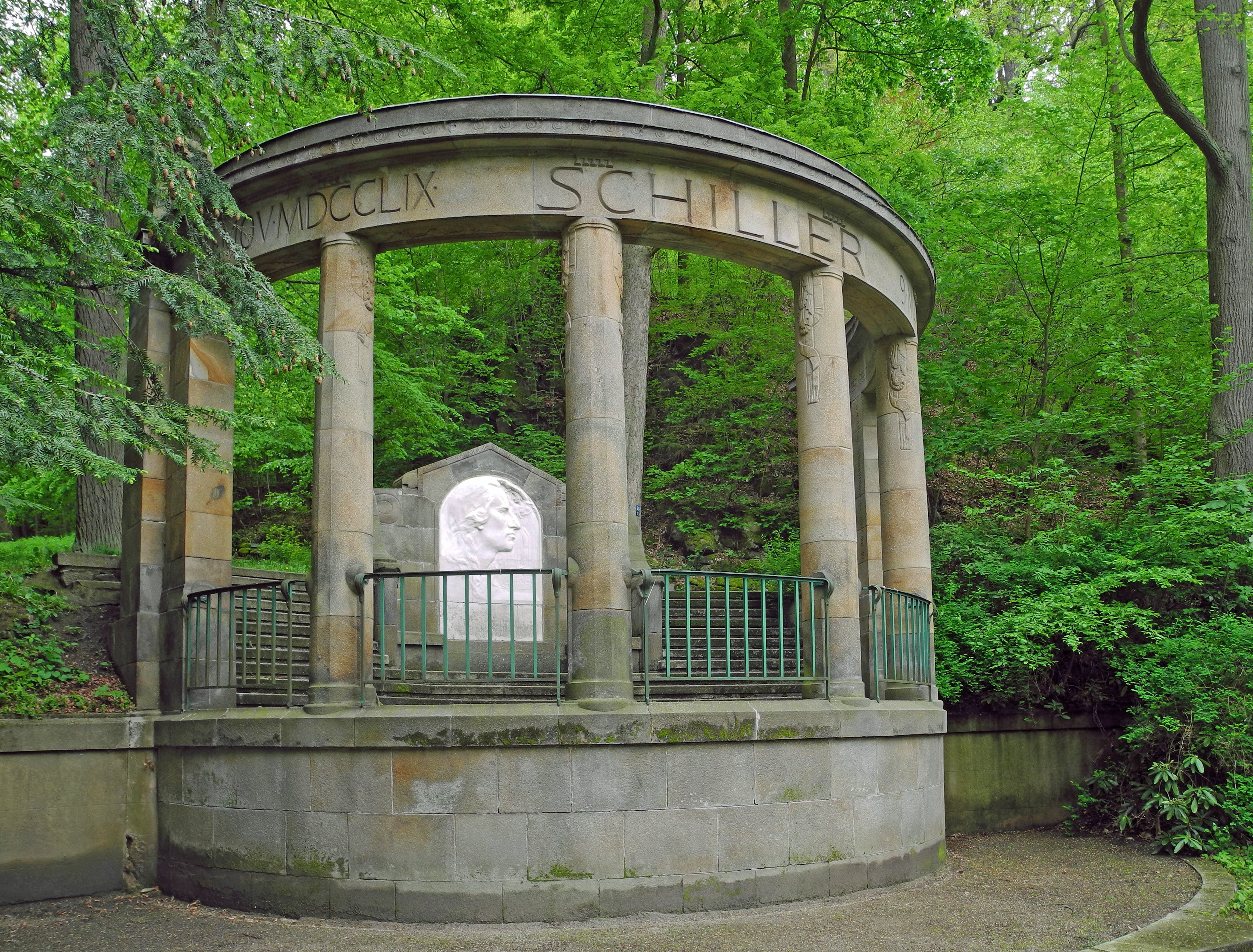
Pomník Friedricha Schillera, květen 2019

Pomník Friedricha Schillera v Karlových Varech stojí na jižním okraji města při Goethově stezce na začátku někdejší promenády k Poštovnímu dvoru. Pochází z roku 1909; je společným dílem autorů architekta Friedricha Ohmanna a akademického sochaře Maxe Hillera.
Pomník byl prohlášen kulturní památkou, je památkově chráněn od 3. května 1958, event. 5. února 1964, rejstř. č. ÚSKP 44871/4-895.

## Friedrich Schiller v Karlových Varech
Německý romantický spisovatel Friedrich Schiller (1759–1805) navštívil Karlovy Vary pouze jednou. Přijel v roce 1791 za účelem měsíční lázeňské léčby v doprovodu manželky Lotte, švagrové Karoline von Beulwitz a osobního lékaře Ferdinanda Eicke z Jeny. Ubytováni byli v již neexistujícím domě Bílá labuť v místě současného  Vřídla. Demolice domu byla nařízena v roce 1939. Básník si v lázních léčil vážné astmatické potíže. Stýkal se pouze s omezeným okruhem lidí, kteří zde též byli na léčení, mj. se skupinou rakouských generálů. Když se zotavil, intenzivně se zabýval studiem reálií pro své drama Valdštějnská trilogie . Mnoho informací vojenského rázu získal právě od přítomných generálů. Na zpáteční cestě do Jeny se zastavil v Chebu, aby si prohlédl pokoj, kde byl Albrecht z Valdštejna zavražděn, a ostatní lokality spjaté s jeho násilnou smrtí.
Po návratu domů napsal Schiller přátelům, že mu karlovarské prameny pomohly navrátit zdraví. Bylo mu pak dopřáno ještě téměř 14 let tvůrčího života.

## Historie pomníku

### Historie vzniku
Podnět k postavení pomníku vznikl v roce 1905 při výročním zasedání Karlovarského okrašlovacího spolku. Tehdy bylo rozhodnuto připomenout v Karlových Varech umělcův pobyt z roku 1791, kdy právě zde začal pracovat na své Valdštejnské trilogii. Členové spolku na zasedání vybrali 150 korun a předali tento počin karlovarskému Městskému stavebnímu úřadu s požadavkem na  výstavbu pomníku. Během následujících tří let probíhaly další sbírky a podařilo se vybrat potřebnou částku.
Bylo vypsáno výběrové řízení, kterého se zúčastnilo několik architektů. Zvítězil návrh vídeňského secesního architekta Friedricha Ohmanna, který vytvořil celkovou architektonickou kompozici pomníku. Profilový reliéf je dílem karlovarského rodáka, akademického sochaře Maxe Hillera. Pomník byl slavnostně odhalen v den 150. výročí básníkova narození 10. listopadu 1909.

### Po druhé světové válce
S odsunem německého obyvatelstva po konci druhé světové války došlo z popudu Místní správní komise Karlovy Vary k likvidaci některých pomníků a pamětních desek v rámci revize hmotných památek, která byla součástí tzv. národní očisty.
O osudu pomníků jednala Místní osvětová rada jako poradní orgán MSK Karlovy Vary v oblasti kultury, výchovy, školství a vzdělávání na své schůzi dne 28. ledna 1946. Hlavním referujícím byl přednosta Stavebního úřadu v Karlových Varech Ladislav Kozák, který navrhl ponechat pomník na svém místě, ale odstranit z něj všechny německé nápisy, reliéf umístit v muzeu a místo něj osadit reliéf Antonína Dvořáka s otázkou, „... zda jsou důvody pro to, aby byl kterýkoliv německý básník připomínán českému obyvatelstvu tohoto města“.
K likvidaci pomníků byla vybrána karlovarská stavební firma Josefa Strnada, která dne 28. května 1946 zaslala Místní správní komisi Karlovy Vary rozpočet s tím, že „odstranění Körnerova pomníku, Goetheho, dvou reliéfů z pomníku Beethovenova a reliéfu z pomníku Schillerova“ bude stát 30  000 Kčs. K odstranění německých reálií z pomníku Schillerova však nakonec nedošlo, neboť kameník v národní správě Petrželka vytvořil nový rozpočet a zabroušení německých nápisů a odstranění reliéfu by stálo asi 34 tisíc Kčs. Takovouto částku tehdy nemělo město k dispozici.

### Současnost
V roce 1996 v rámci programu regenerace městské památkové zóny Karlovy Vary proběhla za finančního přispění města Karlovy Vary (300 tisíc Kč) celková renovace pomníku.

## Popis pomníku
Kamenný pomník v secesním stylu byl postaven z pískovcových kvádrů v podobě půlkruhově otevřeného sloupového altánu a vestavěn do stráně při Goethově stezce. Na podezdívce jsou do půlkruhu vztyčeny hladké hranolové pilíře a sloupy zdobené reliéfy. Nesou rovný profilovaný překlad na konci půlkruhu doplněný dvěma antikizujícími maskami. Na překladu je ryté umělcovo jméno a letopočet jeho narození a úmrtí.
10. NOV MDCCLIX        SCHILLER        9. MAI MDCCCV

Na terase na portálu v podobě kamenné zídky je osazen ústřední motiv – bílý polokruhově zakončený plochý profilový reliéf básníka. V pravém dolním rohu reliéfu je vysekán nápis „FRIEDRICH SCHILLER“.
Reliéf je po stranách doplněn dvěma kamennými lavičkami zdobenými na opěradlech reliéfy hadů. Z vnitřní strany altánu jsou na architrávech i sloupech vysekány názvy a citáty z Schillerových děl. Na terasu je přístup po schodišti ze strany svahu.